# DISTANCE (小比類巻かほるのアルバム)
DISTAИCE（ディスタンス）は1990年10月10日に発売された小比類巻かほる7枚目のオリジナルアルバム。
「N」は、ジャケットなどにも「И」と表記されている。

## 概要
先行発売されたシングル「TWILIGHT AVENUE」と、そのカップリングの「LAST MAGIC」は、シングルとは別ヴァージョンで収録されている。
また、本作発売の１ヶ月後に両A面シングルとして「LIKE A FACTORY / CRAZY LOVER」リカット、翌年に１月に「MOVING ACTION」が、リカットされている。
「MOVING ACTION」のカップリングには、「E＋CLOUDS (八つの雲たち)」が収録されている。

## 収録曲
1. INTRODUCTION〜DISTAИCE
2. CRAZY LOVER
3. MOVING ACTION
4. 夜明けのタップダンス
5. LIKE A FACTORY
6. HEAVEN
7. LAST MAGIC
8. E+CLOUDS(八つの雲たち)
9. 幸福とゴール
10. TWILIGHT AVENUE